# 皮奥伊州里贝拉
皮奥伊州里贝拉（葡萄牙語：Ribeira do Piauí）是巴西皮奥伊州的一个市镇。总面积990.678平方公里，总人口4129人，人口密度4.2人/平方公里。